# Brandon Rivera
Brandon Smith Rivera Vargas (Zipaquirá, 21 maart 1996) is een Colombiaans wielrenner die anno 2022 rijdt voor INEOS Grenadiers.

## Carrière
Als junior werd Rivera tweede tijdens de Pan-Amerikaans kampioenschappen Mountainbike in zowel 2013 als 2014. Hij nam in 2014 deel aan de Olympische Jeugdspelen waar hij samen met Jhon Anderson Rodríguez het klassement wist te winnen. 
In 2019 reed Rivera voor GW–Shimano. Dat jaar won hij de tijdrit op de Pan-Amerikaans kampioenschappen voor beloften en behaalde hij een vierde plaats op de tijdrit tijdens de Pan-Amerikaanse Spelen in Lima.
In 2020 maakt hij de overstap naar Team INEOS, waardoor hij in de UCI World Tour rijdt. 

## Palmares
2013
 Pan-Amerikaans kampioenschappen Mountainbike, junioren
2014
 Pan-Amerikaans kampioenschappen Mountainbike, junioren
 Olympische Jeugdspelen
2019
 Pan-Amerikaans kampioenschappen, tijdrit, beloften
12e etappe Ronde van Colombia
2024
2e etappe Ronde van Oostenrijk

## Resultaten in voornaamste wedstrijden
| Jaar | Ronde van Italië | Ronde van Frankrijk | Ronde van Spanje |
| ---- | ---------------- | ------------------- | ---------------- |
| 2020 |                  |                     | opgave           |
| 2021 |                  |                     |                  |
| 2022 |                  |                     |                  |
| 2023 |                  |                     |                  |
| 2024 |                  |                     | 95e              |
| 2025 | opgave           |                     |                  |

| Jaar | Amstel Gold Race | Luik-Bast.‑Luik | Ronde van Lombardije | Clásica San Sebastián | Parijs-Tours |
| ---- | ---------------- | --------------- | -------------------- | --------------------- | ------------ |
| 2020 |                  |                 |                      |                       |              |
| 2021 |                  |                 |                      |                       |              |
| 2022 |                  |                 |                      | 35e                   | 34e          |
| 2023 | opgave           |                 |                      | opgave                |              |
| 2024 | 83e              | 87e             | 101e                 |                       |              |
| 2025 |                  |                 |                      |                       |              |

#### Resultaten in kleinere rondes
| Jaar | UAE Tour | Ronde van Catalonië | Ronde van het Baskenland |
| ---- | -------- | ------------------- | ------------------------ |
| 2023 |          |                     | opgave                   |
| 2024 | 8e       | 47e                 | 24e                      |

## Ploegen
- 2019 –  GW–Shimano
- 2020 –  Team INEOS
- 2021 –  INEOS Grenadiers
- 2022 –  INEOS Grenadiers
- 2023 –  INEOS Grenadiers
- 2024 –  INEOS Grenadiers
- 2025 –  INEOS Grenadiers

Amador · Basso · Bernal · Carapaz  · Castroviejo · Dennis   · Doull · Dunbar · Froome · Ganna   · Geoghegan Hart · Gołaś · Hayter · Henao · Kiryjenka (t/m 31 januari) · Knees · Kwiatkowski · Lawless · Moscon · Narváez · Puccio · Rivera · Rodriguez · Rowe · Sivakov · Sosa · Stannard · Swift · Thomas · Van Baarle · Wurf (vanaf 1 februari)
Amador · Van Baarle · Basso · Bernal · Carapaz  · Castroviejo · De Plus · Dennis · Doull · Dunbar · Ganna     · Geoghegan Hart · Gołaś · Hayter · Henao · Kwiatkowski · Martínez · Moscon · Narváez · Pidcock (vanaf 1 februari) · Porte ·  Puccio · Rivera · Rodriguez · Rowe · Sivakov · Sosa · Swift · Thomas · Wurf · Yates · Plapp (stagiair)
Amador · Bernal · Carapaz  · Castroviejo · De Plus · Dunbar · Fraile · Ganna   · Geoghegan Hart · E. Hayter · Heiduk · Kwiatkowski · Martínez · Narváez · Pidcock · Plapp · Porte ·  Puccio · Rivera · Rodriguez · Rowe · Sheffield · Sivakov · Swift · Thomas · Tulett · Turner · Van Baarle · Viviani · Wurf · Yates · L. Hayter (stagiair)